# Криптосервисы .NET Framework
.NET Framework включает набор криптографических сервисов, расширяющих аналогичные сервисы Windows через CryptoAPI. Пространство имен System.Security.Cryptography открывает программный доступ к самым разнообразным криптографическим сервисам, с помощью которых приложения могут шифровать и дешифровать данные, обеспечивать их целостность, а также обрабатывать цифровые подписи и сертификаты.

## Пространство имен Cryptography
На самом высоком уровне пространство имен Cryptography можно разбить на четыре основные части (табл. 1). Главное предназначение этого пространства — предоставлять классы с алгоритмами таких операций, как шифрование и создание хешей. Эти алгоритмы реализуются на основе расширяемого шаблона (pattern), включающего два уровня наследования.
На вершине иерархии располагается абстрактный базовый класс (вроде AsymmetricAlgorithm или HashAlgorithm), имя которого соответствует типу алгоритма. От такого класса наследует абстрактный класс второго уровня, предоставляющий открытый интерфейс для использования данного алгоритма. Например, SHA1 (Secure Hash Algorithm) представляет собой производный от HashAlgorithm класс и содержит методы и свойства, специфичные для алгоритма SHA1. Наконец, сама реализация алгоритма является производной от класса второго уровня; именно её экземпляр создается и используется клиентским приложением. На этом уровне реализация может быть управляемой, неуправляемой или и той и другой.
| Элемент                | Описание |
| ---------------------- | --- |
| Алгоритмы шифрования   | Набор классов, применяемых для реализации алгоритмов симметричного и асимметричного шифрования, а также хеширования                                             |
| Вспомогательные классы | Классы, обеспечивающие генерацию случайных чисел, выполнение преобразований, взаимодействие с хранилищем CryptoAPI и само шифрование на основе потоковой модели |
| Сертификаты Х.509      | Классы, определённые в пространстве имен System.Security.Сryptographу. Х509Certificates и представляющие цифровые сертификаты                                   |
| Цифровые подписи XML   | Классы, определённые в пространстве имен System.Cryptography.Xml и представляющие цифровые подписи в XML-документах                                             |

Табл. 1. Основные элементы пространства имен Cryptography
К именам неуправляемых реализаций обычно добавляется суффикс «CryptoServiceProvider» (скажем, SHA1CryptoServiceProvider), указывающий на то, что данная реализация на самом деле предоставляется криптопровайдером (Cryptographic Service Provider, CSP), который установлен на уровне операционной системы и действует как оболочка CryptoAPI.
В имена управляемых реализаций включается суффикс «Managed» (например SHA1Managed). Такие реализации не опираются на CryptoAPI и содержат исключительно управляемый код.
При создании экземпляра одного из конкретных классов исходные конструкторы всегда записывают в параметры объекта разумные и безопасные значения (если это возможно). Так, алгоритмы асимметричного шифрования, опирающиеся на криптографию с открытым ключом, генерируют случайную пару ключей, а алгоритмы симметричного шифрования — случайный ключ и вектор инициализации(initialization vector, IV); при этом они автоматически настраивают такие свойства, как Mode и Padding. Более того, алгоритмы второго типа по умолчанию стараются использовать «стойкие» значения.
Второй основной набор классов в пространстве имен System.Security.Cryptography включает как классы, реально применяемые в процессе шифрования и расшифровки данных, так и разнообразные вспомогательные классы. Это пространство имен содержит, например, абстрактный класс RandomNumberGenerator, от которого наследуют классы RNGCryptoServiceProvider, ToBase64Transform и FromBase64Transform (используются при соответствующих преобразованиях данных).
Пространство имен Cryptography не только предоставляет алгоритмы шифрования, но и содержит дочернее пространство имен Х509Certificates. Последнее объединяет всего три класса, предназначенных для операций с сертификатами Authenticode X.509 v.3. Класс X509Certificate предоставляет статические методы CreateFromCertFile и CreateFromSignedFile для создания экземпляра сертификата:
```
X509Certificate
 
с
 
=
 
X509Certificate.CreateFromCertFile(«myCert.cer»);
Console.WriteLine(c.GetName);
Console.WriteLine(c.GetPublicKeyString);
Console.WriteLine(c.GetSerialNumberString);
Console.WriteLine(c.GetExpirationDateString);

```

В пространстве имен Cryptography также присутствует дочернее пространство имен XML, используемое системой защиты .NET Framework для цифровой подписи XML-объектов в соответствии с проектом WSC-спецификации по синтаксису и обработке XML-подписей (http://www.w3.org/TR/2000/WD-xmldsig-core-20000228/).

## Алгоритмы шифрования

### Симметричные алгоритмы
Есть несколько способов формирования блочных шифров. Наиболее простой и интуитивно понятный способ состоит в том, чтобы разбить исходный текст на блоки соответствующего размера, а затем отдельно каждый блок подвергнуть шифрующему преобразованию. Такой режим использования блочных шифров называют электронной кодовой книгой (ECB — electronic codebook). Его главный недостаток состоит в том, что одинаковые блоки исходного текста при шифровании дадут одинаковые блоки шифр-текста, а это может существенно облегчить противнику задачу взлома. Поэтому режим ECB не рекомендуется использовать при шифровании текстов, по длине превышающих один блок. В таких случаях лучше воспользоваться одним из режимов, связывающих различные блоки между собой.
По умолчанию в CryptoAPI блочные шифры используются в режиме сцепления блоков шифр-текста (CBC — cipher block chaining). В этом режиме при шифровании очередной блок исходного текста вначале комбинируется с предыдущим блоком шифр-текста (при помощи побитового исключающего ИЛИ), а затем полученная последовательность битов поступает на вход блочного шифра. Образующийся на выходе блок шифр-текста используется для шифрования следующего блока. Самый первый блок исходного текста также должен быть скомбинирован с некоторой последовательностью битов, но «предыдущего блока шифр-текста» ещё нет; поэтому режимы шифрования с обратной связью требуют использования ещё одного параметра — он называется инициализирующим вектором (IV — initialization vector). IV — несекретное двоичное значение, размер которого равен длине блока шифра. Чтобы сгенерировать новый ключ, нужно вызвать метод GenerateKey, а для вектора инициализации — метод GenerateIV. Например, для алгоритма RC2, поддерживаемого базовым криптопровайдером Microsoft, размер блока составляет 64 бита (8 байтов).
```
DESCryptoServiceProvider
 
mDES;
mDES
 
=
 
new
 
DESCryptoServiceProvider();

//
 
Генерируем
 
новый
 
ключ
 
и
 
IV
 
случайным
 
образом
mDES.GenerateKey();
mDES.GenerateIV();

```

SymmetricAlgorithm

|— AES

|      |— AESCryptoServiceProvider

|      |— AESManaged

|— DES

|      |— DESCryptoServiceProvider

|— RC2

|      |— RC2CryptoServiceProvider

|— Rijndael

|      |— RijndaelManaged

|— TripleDES

|      |— TripieDESCryptoServiceProvider

Иерархия симметричных алгоритмов

SymmetricAlgorithm является абстрактным базовым классом, от которого наследуют другие классы, специфичные для конкретных алгоритмов. К числу поддерживаемых симметричных алгоритмов относятся Data Encryption Standard (DES), RC2, Rijndael, Advanced Encryption Standard (AES) и Triple Data Encryption Standard (TripleDES). Каждый алгоритм включает какой-нибудь производный от SymmetricAlgorithm абстрактный класс вроде DES и производный от базового управляемый класс или класс провайдера сервиса, например DESCryptoServiceProvider. Свойства KeySize и BlockSize позволяют определять длину ключа и размер блока данных (в битах), который может быть зашифрован или расшифрован за одну операцию.
Применение класса RijndaelManaged:
```
RijndaelManaged
 
oEnc
 
=
 
new
 
RijndaelManaged();
int
 
i;

String
 
strKey
 
=
 
String.Empty;
String
 
strlV
 
=
 
String.Empty;

for(i
 
=
 
0;
 
i
 
<
 
(oEnc.KeySize
 
/
 
8);
 
i++)
strKey
 
+=
 
oEnc.Key(i).ToString()
 
+
 
"
 
";

for(i
 
=
 
0;
 
i
 
<
 
(oEnc.BlockSize
 
/
 
8);
 
i++)
strlV
 
+=
 
oEnc.lV(i).ToString()
 
+
 
"
 
";

Console.WriteLine(strKey);
Console.WriteLine(strIV);
Console.WriteLine(oEnc.KeySize.Tostring());
Console.WriteLine(oEnc.BlockSize.Tostring());

```

.NET Framework поддерживает модель программирования на основе потоков (streams). Классы потоков, производные от System.lO.Stream, представляют данные из различных хранилищ (текстовых файлов, XML-документов, MSMQ-сообщений, памяти и сети) и позволяют считывать данные из соответствующих хранилищ или записывать в них. В основе этой функциональности лежит класс CryptoStream, производный от System.IO.Stream и служащий в качестве модели потоков при криптографических преобразованиях.
```
DESCryptoServiceProvider
 
mDES
 
=
 
new
 
DESCryptoServiceProvider();
FileStream
 
fsOutput
 
=
 
new
 
FileStream(«temp.dat»,
 
FileMode.Create,
 
FileAccess.Write);
Byte[]
 
arInput
 
=
 
new
 
Byte[320];
//…

//
 
Создаем
 
DES
 
Encryptor
 
из
 
этого
 
экземпляра
 

ICryptoTransform
 
desEncript
 
=
 
mDES.CreateEncryptor();
//
 
Создаем
 
CryptoStream,
 
преобразующий
 
файловый
 
поток
//
 
с
 
применением
 
DES-шифрования
CryptoStream
 
sCrypto
 
=
 
new
 
CryptoStream(fsOutput,
 
desEncrypt,
 
CryptoStreamMode.Write);
//
 
Записываем
 
зашифрованный
 
файл
sCrypto.Write(arInput,
 
0,
 
arInput.length);
sCrypto.Close();
fsOutput.Close();

```

Асимметричное шифрование применяется для шифрования небольших объёмов данных, поэтому CryptoStream при асимметричном шифровании не используется.

### Асимметричное шифрование(шифрование с открытым ключом)
К общеизвестным асимметричным алгоритмам относятся Digital Signature Algorithm (DSA) и RSA. Эти алгоритмы в конечном счете являются производными от абстрактных классов DSA и RSA, в свою очередь производных от AsymmetricAlgorithm. Так как эти алгоритмы очень сложны, им нужны вспомогательные классы, производные, например, от AsymmetricKeyExchangeFormatter и AsymmetricSignatureFormatter.

AsymmetricAlgorithm

|— DSA

|      |— DSACryptoServiceProvider

|— RSA

|      |— RSACryptoServiceProvider
AsymmetricKeyExchangeFormatter

|— RSAOAEPKeyExchangeFormatter

|— RSAPKCS1KeyExchangeFormatter
AsymmetricKeyExchangeDeformatter

|— RSAOAEPKeyExchangeDeformatter

|— RSAPKCS1KeyExchangeDeformatter
AsymmetricKeySignatureFormatter

|— RSAOAEPSignatureFormatter

|— RSAPKCS1SignatureFormatter
AsymmetricSignatureDeformatter

|— RSAOAEPSignatureDeformatter

|— RSAPKCS1SignatureDeformatter

Иерархия Асимметричных алгоритмов

Вы можете не только позволить исходному конструктору асимметричных алгоритмов сгенерировать пару ключей, но и извлечь уже существующую пару из хранилища, поддерживаемого CSP.
```
CspParameters
 
cp
 
=
 
new
 
CspParameters();
cp.KeyContainerName
 
=
 
ContainerName;
RSACryptoServiceProvider
 
rsa
 
=
 
new
 
RSACryptoServiceProvider(cp);

```

## Обмен симметричными ключами
За обмен сессионными ключами в .NET отвечают классы RSAOAEPKeyExchangeFormatter/Deformatter и RSAPKCS1KeyExchangeFormatter/Deformatter. Они унаследованы от базовых классов AsymmetricKeyExchangeFormatter/Deformatter, предоставляющих методы CreateKeyExchange и DecryptKeyExchange для шифрования и дешифрации сессионных ключей, соответственно.
```
RSACryptoServiceProvider
 
rsa1
 
=
 
new
 
RSACryptoServiceProvider(1024);
 
//
 
получатель
 
ключа
RSAParameters
 
rp
 
=
 
rsa1.ExportParameters(false);
Console.WriteLine(«Passing
 
public
 
key
 
to
 
sender…»);
//
 
передаем
 
открытый
 
ключ
 
отправителю
//…

RSACryptoServiceProvider
 
rsa2
 
=
 
new
 
RSACryptoServiceProvider(1024);
 
//
 
отправитель
 
ключа
Console.WriteLine(«Importing
 
receiver’s
 
public
 
key…»);
//
 
импортируем
 
открытый
 
ключ
 
получателя
rsa2.ImportParameters(rp);
AsymmetricKeyExchangeFormatter
 
kf
 
=
 
(AsymmetricKeyExchangeFormatter)
 
new
 
RSAOAEPKeyExchangeFormatter(rsa2);
byte[]
 
key
 
=
 
new
 
Byte[16];
 
//
 
128-битный
 
ключ
byte[]
 
enckey
 
=
 
kf.CreateKeyExchange(key);
Console.WriteLine(«Sending
 
encrypted
 
session
 
key
 
to
 
receiver…»);
//
 
передаем
 
зашифрованный
 
сессионный
 
ключ
 
получателю
//…

AsymmetricKeyExchangeDeformatter
 
kd
 
=
 
(AsymmetricKeyExchangeDeformatter)
 
new
 
RSAOAEPKeyExchangeDeformatter(rsa1);
//
 
Расшифровываем
 
ключ
byte[]
 
deckey
 
=
 
kd.DecryptKeyExchange(enckey);
for(int
 
i
 
=
 
0;
 
i
 
< 16
;
 
i++)

if
 
(deckey[i]
 
!=
 
key[i])

{

Console.WriteLine(«Key
 
exchange
 
failed»);

}

Console.WriteLine(«Key
 
exchange
 
succeeded»);

```

## Хэширующие алгоритмы
Пространство имен Cryptography содержит базовый класс HashAlgorithm и производные классы, поддерживающие алгоритмы MD5, SHA1, SHA256, SHA384 и SHA512. Алгоритм MD5 дает 128 битный хеш, a SHA1 — 160 битный. Числа в названиях других версий SHA-алгоритмов соответствуют длине создаваемых ими хешей. Чем больше хеш, тем надежнее алгоритм и тем труднее его взломать. Все эти алгоритмы реализованы в двух версиях: на основе управляемого и неуправляемого кода.

HashAlqorithm

|— KeyedHashAlgorithm

|      |— HMACSHA1

|      |— MACTripleDES

|— MD5

|      |— MD5CryptoServiceProvider

|— SHA1

|      |— SHA1CryptoServiceProvider

|      |— SHA1Managed

|— SHA256

|      |— SHA256Managed

|— SHA384

|      |— SHA384Managed

|— SHA512

|      |— SHA512Managed

Иерархия хеширующих алгоритмов

Чтобы вычислить дайджест, нужно просто создать экземпляр класса алгоритма хеширования и вызвать его перегруженный метод ComputeHash, наследуемый от HashAlgorithm:
```
FileStream
 
fsData
 
=
 
new
 
FileStream(«mydata.txt»,FileHode.Open,
 
FileAccess.Read);
Byte[]
 
digest;
SHA512Managed
 
oSHA
 
=
 
new
 
SHA512Managed(digest
 
—
 
oSHA.ComputeHash(fsData));
fsKey.Close()

```

Здесь методу ComputeHash передается объект Stream, но он принимает и байтовый массив.
В пространстве имен Cryptography также имеется абстрактный класс KeyedHashAlgorithm. Алгоритмы, реализованные в классах HMACSHA1 и MACTripleDES, производных от KeyedHashAlgorithm, позволяют генерировать Message Authentication Code (MAC). С помощью MAC можно определить, были ли модифицированы данные, переданные по незащищенному каналу связи, — при условии, что и отправитель, и получатель используют общий секретный ключ.

## Цифровая подпись
Метод SignHash классов RSACryptoServiceProvider и DSACryptoServiceProvider вычисляет подпись для созданного по специальному алгоритму хеша данных. Алгоритм хеширования передается в качестве второго параметра в виде идентификатора, который может быть вычислен с помощью функции MapNameToOID. Для RSACryptoServiceProvider это SHA1 и MD5, а для DSACryptoServiceProvider — только SHA1.
```
rsaCSP.SignHash(hashedData,
 
CryptoConfig.MapNameToOID(«SHA1»));

```

Классы RSAPKCS1SignatureFormatter/Deformatter и DSASignatureFormatter/Deformatter создают цифровую подпись. Обе пары классов унаследованы от классов AsymmetricSignatureFormatter/Deformatter, предоставляющих стандартный интерфейс создания и верификации цифровой подписи — методы CreateSignature и VerifySignature. Перед вычислением или проверкой цифровой подписи нужно обязательно установить алгоритм хеширования, который будет использоваться в процессе работы, с помощью вызова SetHashAlgorithm. RSAPKCS1SignatureFormatter понимает два алгоритма хеширования — MD5 и SHA1, а DSASignatureFormatter — только SHA1.
```
//
 
создание
 
цифровой
 
подписи
 
RSA
AsymmetricSignatureFormatter
 
sf;
sf
 
=
 
(AsymmetricSignatureFormatter)
 
new
 
RSAPKCS1SignatureFormatter(rsa);
 
//
 
создаем
 
форматер
sf.SetHashAlgorithm(«MD5»);
 
//
 
выбираем
 
алгоритм
 
хеширования
sig
 
=
 
sf.CreateSignature(Hash);
 
//
 
создаем
 
подпись
 
(хеш
 
должен
 
быть
 
уже
 
посчитан
 
ранее)

//проверка
 
цифровой
 
подписи
 
RSA
AsymmetricSignatureDeformatter
 
df;
df
 
=
 
(AsymmetricSignatureDeformatter)
 
new
 
RSAPKCS1SignatureDeformatter(rsa);
 
//
 
создаем
 
деформатер
df.SetHashAlgorithm(«MD5»);
if
 
(df.VerifySignature(Hash,
 
sig))
 
//
 
проверяем
 
подпись
{
//
 
подпись
 
верна
}
else
{
//
 
подпись
 
неверна
}

```